# Hruštice jednostranná
Hruštice jednostranná (Orthilia secunda) je druh rostlin patřící do čeledi vřesovcovité. Je to jediný druh rodu hruštice (Orthilia).

## Popis
Hruštice je vytrvalá bylina, dorůstá 10 až 30 cm. Má vejčité až eliptické isty, čepel je 22–35 mm dlouhá a 14–26 mm široká. List je drobně vroubkovaný, kožovitý, nebo bylinný. Květenství je jednostranný hrozen s 15–25 květy. Kvete v červnu až červenci (podle místa výskytu i v červenci až srpnu). Plodem je pětihranná (nebo stlačeně kulatá) 4 mm široká tobolka. Kořeny jsou rozvětvené.

## Rozšíření
Rostlinu najdeme v oblastech severní polokoule, na kontinentech Evropa a Severní Amerika. V Asii, Mongolsku, v čínských provinciích Kan-su, Chej-lung-ťiang, Sečuán, Sin-ťiang, v Tibetu a v Rusku na Sibiři.
 Ve Spojeném království roste hlavně na Skotské vysočině, ale i na několika místech Lake Districtu, Walesu a Irska.

## Ekologie
Jsou součástí bylinného patra v lesních porostech mírného pásu spolu s jehličnany na vlhkých temných místech. Někdy ji najdeme i na mokřinách. V Česku je hruštice jednostranná řazena mezi ohrožené druhy naší květeny (C3).

## Použití
Listy a semena někdy používané na výrobu čaje. Kořen může být užíván k léčení očních chorob.

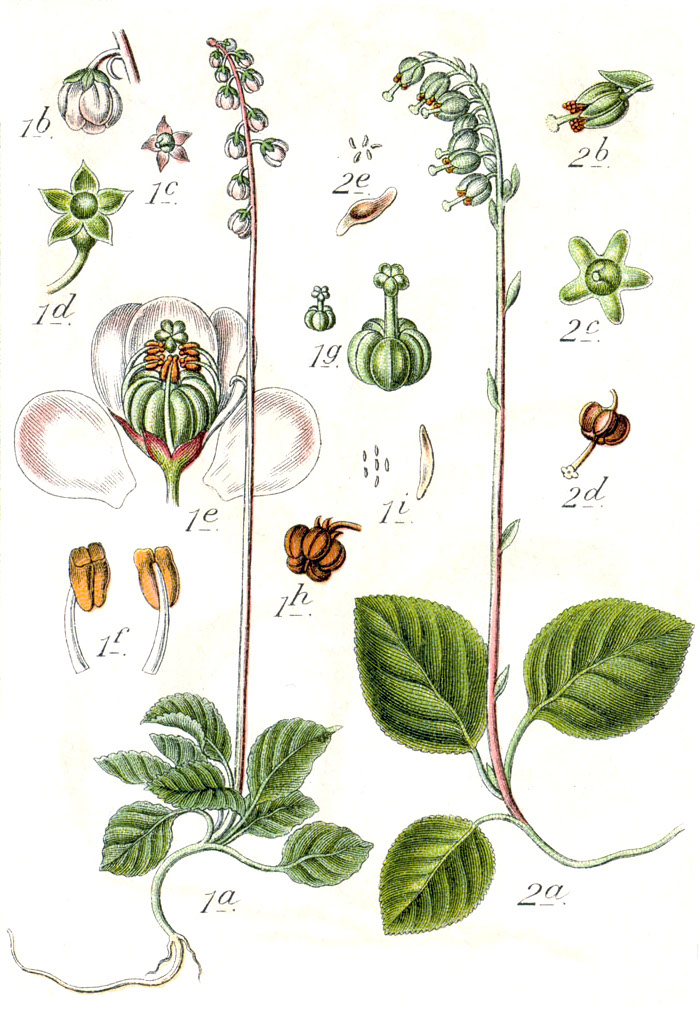
Kresba rostliny
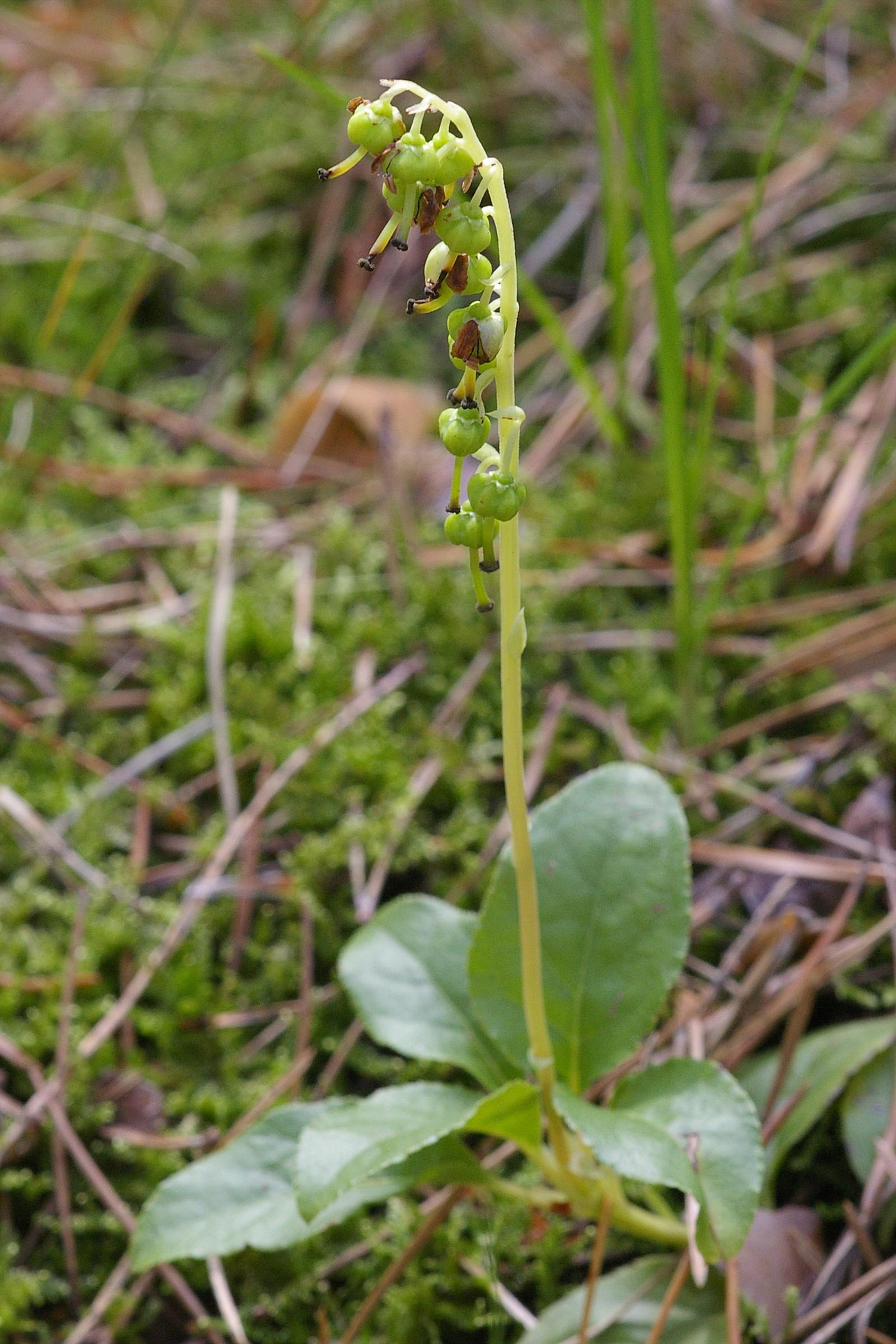
Plody
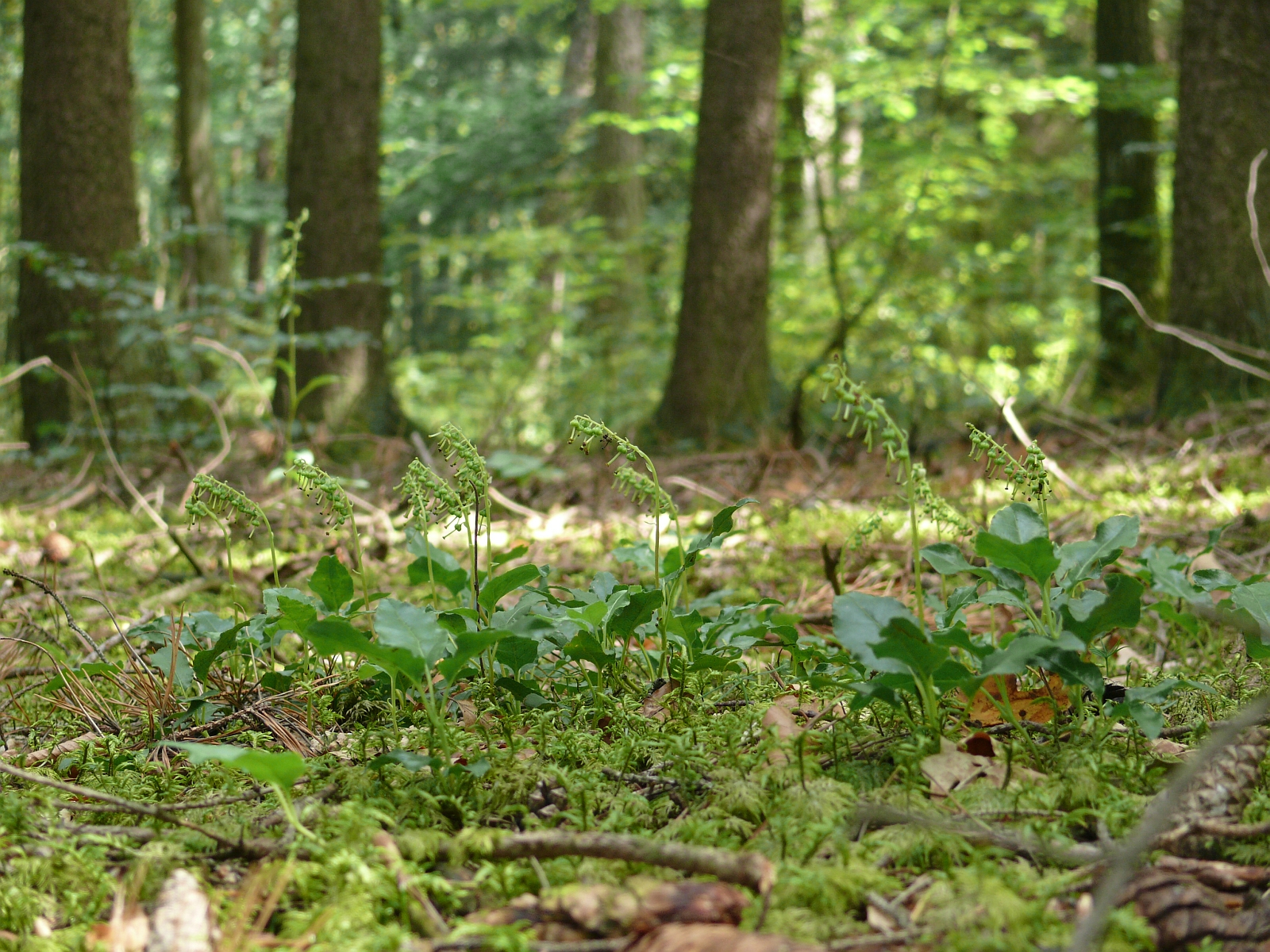
Porost hruštice v lese

## Synonyma
- Orthilia secunda (L.) House ssp. obtusata (Turcz.) Böcher
- Orthilia secunda (L.) House var. obtusata (Turcz.) House
- Orthilia nummularia (Ruprecht) Y. L. Chou
- Orthilia obtusata var. xizangensis Y. L. Chou [?]
- Orthilia secunda subsp. obtusata (Turczaninow) Böcher
- Orthilia secunda var. nummularia (Ruprecht) H. Hara
- Orthilia secunda var. obtusata (Turczaninow) House
- Pyrola alpestris Gandoger
- Pyrola atrovirens Gandoger
- Pyrola hybrida Vill.
- Pyrola longifolia Gandoger
- Pyrola nummularia (Ruprecht) Ruprecht ex Komarov
- Pyrola obtusata (Turczaninow) Turczaninow ex Komarov
- Pyrola secunda subsp. obtusata (Turczaninow) Hultén
- Pyrola secunda var. nummularia Ruprecht
- Pyrola secunda var. pumila Chamisso
- Pyrola secunda L.
- Pyrola secunda L. ssp. obtusata (Turcz.) Hultén
- Pyrola secunda L. var. obtusata Turcz.
- Ramischia Opiz ex Garcke
- Ramischia elatior Rydb.
- Ramischia obtusata (Turczaninow) Freyn
- Ramischia secunda (L.) Garcke
- Ramischia secunda subsp. obtusata (Turczaninow) Andres.